# Dust Bajglu
Dust Bajglu (pers. دوستبيگلو) – wieś w Iranie, w ostanie Ardabil. W 2006 roku miejscowość liczyła 769 mieszkańców w 149 rodzinach.